# Xatrac comú

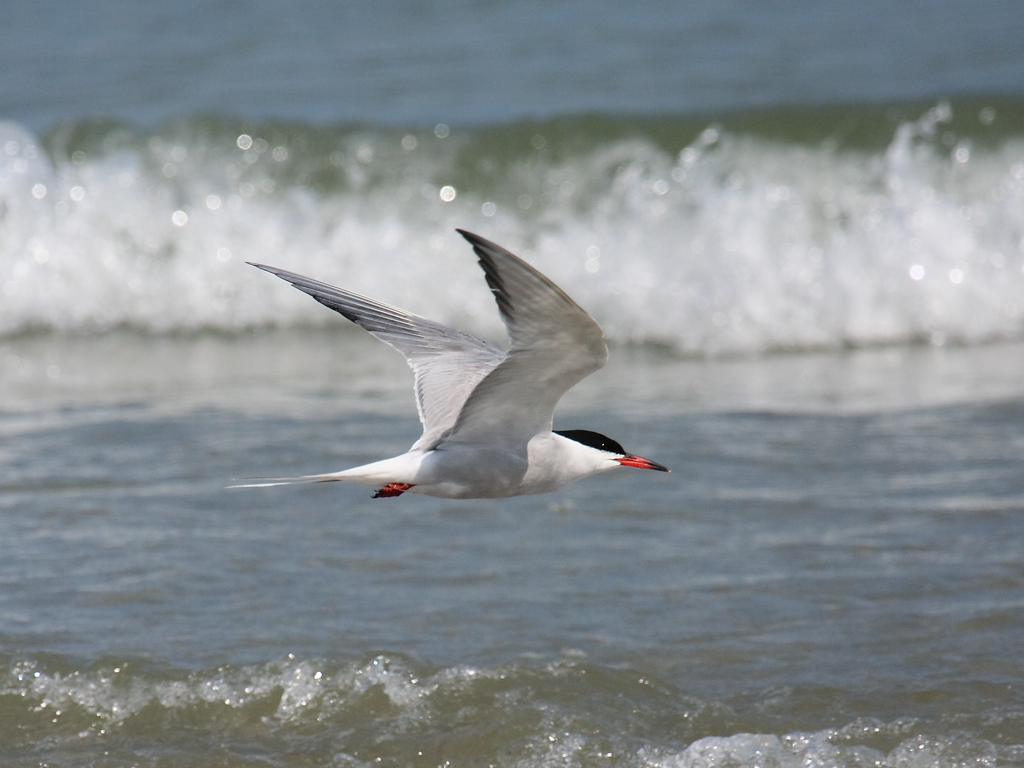
Xatrac comú fotografiat a l'illa de Helgoland (Alemanya)

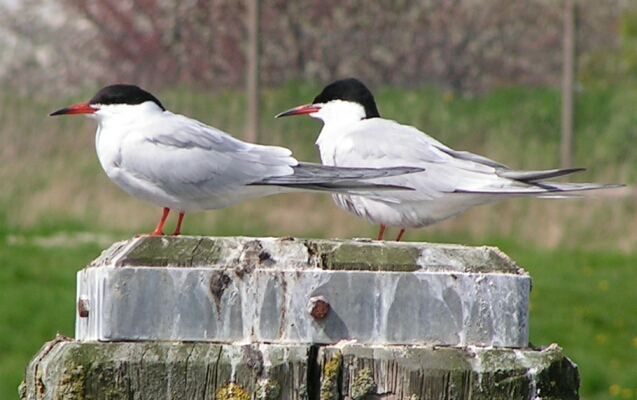
Parella de xatracs comuns fotografiats a Alemanya

El xatrac comú, xatrac d'albufera, llambritja o gavina d'albufera (Sterna hirundo) és una espècie d'ocell migrador de l'ordre dels caradriformes, semblant al xatrac becllarg però una mica més petit, que pot arribar viure 23 anys.

## Morfologia
- Fa 32 a 37 cm de llargària i 72-83 d'envergadura alar.
- Té el dors blanc i la part superior de les ales d'un gris clar.
- Capell negre.
- Bec vermell amb la punta negra.
- Potes vermelles.
- L'enforcadura de la cua apareix molt marcada.[3]

## Reproducció
Durant la parada nupcial, el mascle ofereix peix a la femella i, tot seguit, aquesta darrera tria illetes de sorra a les llacunes litorals, llocs sorrencs o a les salines per preparar el niu: una depressió a terra reforçada amb joncs, herbes i conquilles. A l'abril-juny pon dos o tres ous que tant pel mascle com per la femella cova durant 23 dies. Ambdós progenitors participen en l'alimentació els pollets. El mascle s'encarrega de capturar peixets i alguns insectes per als fills, que volen al cap de 3 o 4 setmanes.

## Distribució geogràfica
El xatrac comú presenta una distribució circumpolar en època de cria, ja que ho fa a les regions temperades i subàrtiques d'Euràsia i Nord-amèrica. Hiverna als oceans tropicals i subtropicals. L'IUCN el classifica com risc mínim. Tot i això, el seu hàbitat natural s'ha reduït molt a les costes catalanes i valencianes i la sobrepesca és una altra amenaça. Als anys setenta del segle xx, la colònia de l'Albufera de València va desaparèixer per l'acumulació de pesticides als camps d'arròs.

## Costums
És d'hàbits colonials i, en les colònies, es mostra molt agressiu amb els intrusos, actitud que reforça amb crits estridents. Mostra una gran facilitat per al vol i la tècnica de cacera consisteix a llançar-se en picat contra el mar, cabussar-se i enxampar els peixos sota l'aigua. De vegades, només els cal enfonsar el cap per pescar.
Es tracta d'una espècie estival abundant, que a l'hivern es pot considerar rara. Pot observar-se als Països Catalans al mes de març, quan arriba als llocs de cria, que estan situats principalment al Delta de l'Ebre i a l'Albufera de València, tot i que se'n poden trobar parelles reproductores en altres zones humides dels Països Catalans. Després de l'època reproductiva, els xatracs comuns -juntament amb d'altres de la resta d'Europa- es reuneixen a les costes ibèriques per emprendre el viatge cap a l'Àfrica o l'Amèrica del Sud.

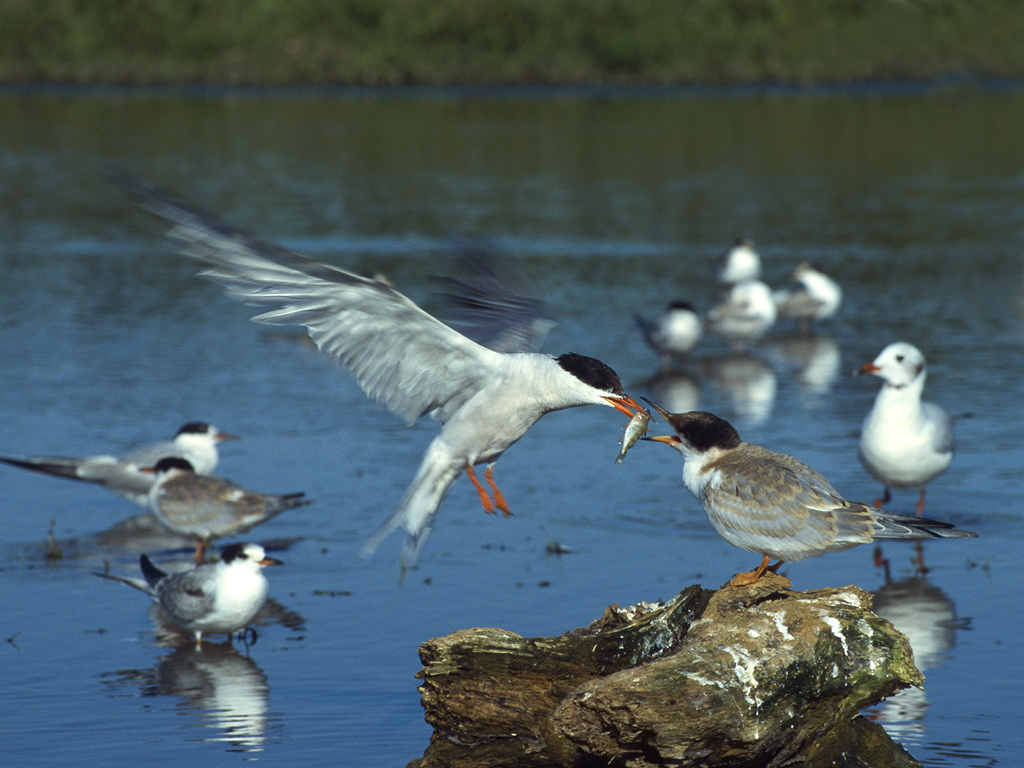
Xatrac comú adult alimentant el seu pollet.